# Monaster Świętego Ducha w Surdegach
Monaster Świętego Ducha – prawosławny męski klasztor w Surdegach, funkcjonujący między XVI stuleciem a rokiem 1917.
W 1510 Bogdan Szysz-Stawicki wzniósł w Surdegach prawosławną cerkiew, zaś dwadzieścia lat później w miejscowości, według tradycji, doszło do cudownego pojawienia się Surdegskiej Ikony Matki Bożej. W 1550 Anna Szyszanka-Stawicka wzniosła w miejscowości monaster. Klasztor ten przez cały okres istnienia pozostawał w rękach prawosławnych, nie przyjął unii. Należał do grupy monasterów podległych administracyjnie wileńskiemu klasztorowi Świętego Ducha. Przechowywana w nim ikona była przedmiotem kultu nie tylko ludności prawosławnej, ale i katolików oraz staroobrzędowców. W 1812 prawosławni mieszkańcy Rygi ufundowali dla monasteru nową, murowaną cerkiew. 
W 1915 mnisi monasteru udali się na bieżeństwo, wywożąc Surdegską Ikonę Matki Bożej do Jarosławia; wspólnota uległa rozproszeniu w różnych rosyjskich klasztorach. Po I wojnie światowej klasztor w Surdegach nie wznowił działalności, gdyż w 1919 władze niepodległej Litwy przekazały jego obiekty Kościołowi katolickiemu. Surdegska Ikona Matki Bożej, odnaleziona w Jarosławiu przez pochodzącą z Poniewieża Lidię Omieljanowicz, została – za zgodą patriarchy moskiewskiego i całej Rusi Tichona – przewieziona ponownie na Litwę i wystawiona dla kultu w cerkwi Zmartwychwstania Pańskiego w Poniewieżu. Jeszcze w 1923 arcybiskup wileński i litewski Eleuteriusz czynił starania na rzecz odzyskania majątku monasteru w Surdegach i odnowienia wspólnoty, zakończyły się one jednak niepowodzeniem. Surdegską Ikonę Matki Bożej przeniesiono w 1936 do soboru Zwiastowania w Kownie.